# Дмитриев-Байцуров, Николай Григорьевич
Николай Григорьевич Дмитриев-Байцуров (Байцуров) (1848—?) — начальник Ижевского оружейного и сталелитейного завода и Сестрорецкого оружейного завода, генерал-лейтенант.

## Биография
Потомственный дворянин, уроженец Владимирской губернии, православного вероисповедания. Общее и военное образование получил в 1-м Московском кадетском корпусе. Затем проходил обучение в Александровском военном училище  (1865—1867), по окончании которого был направлен в Михайловское артиллерийское училище. По окончании Михайловского артиллерийского училища с 1868 года проходил службу во 2-й резервной артиллерийской бригаде (1868—1870). В 1870 году поступил в Михайловскую артиллерийскую академию, которую закончил в 1873 по первому разряду.
С 1873 по 1882 годы проходил службу на Тульском оружейном заводе в должностях: помощник начальника мастерской и начальник мастерской. В эти годы состоялось его знакомство с известным российским предпринимателем и меценатом Федором Григорьевичем Гилленшмидтом.
Н. Г. Дмитриев-Байцуров, предложил Гилленшмидту построить в Туле чугунолитейный завод и создать акционерное общество «Центрально-Российское товарищество земледельческих машин, орудий и изделий из ковкого чугуна», что и было сделано в 1879 году.
Совместное предприятие, прозванное народом «байцуровским» и впоследствии ставшее Тульским машиностроительным заводом, имевшее литейное, плуговое отделения и отделение ремонта земледельческих машин, приносило компаньонам солидные прибыли. Эти деньги позволили Гилленшмидту в 1880 году выиграть конкурс на право построить первый в России частный патронный завод. Видимо в этот период Н. Г. Дмитриев-Байцуров принял решение оставить службу в армии и заняться сугубо предпринимательской деятельностью.
В 1882 году он был уволен в запас, а в 1885 году в отставку.
Пребывая в запасе и отставке, он занимался и общественной деятельностью в Туле. Несколько лет избирался гласным Тульской городской Думы, гласным от города Тулы в Тульском уездном земском собрании, членом Тульского губернского податного присутствия и даже Почётным мировым судьёй Тульского уезда.
Высочайшим приказом о чинах военных от 19 декабря 1890 года подполковник Н. Г. Дмитриев-Байцуров был «определен в службу» с назначением членом приёмной комиссии при Тульском частном патронном заводе с одновременным назначением совещательным членом артиллерийского комитета Главного артиллерийского управления. А уже через три дня (22 декабря 1890 г.) на основании предписания Главного артиллерийского управления он был откомандирован на Сестрорецкий оружейный завод исполняющим должность помощника начальника завода, с оставлением в штате Тульского частного патронного завода на указанной должности. Некоторое время, с февраля по май 1894 года, он исполнял должность начальника Сестрорецкого завода.
В дальнейшем его служба, вплоть до выхода в отставку в 1912 году, прошла на всех трёх оружейных заводах Российской Империи — Тульском, Ижевском и Сестрорецком. Двумя последними из указанных заводов он руководил в будущем. 

В мае 1894 года он был переведен на Императорский Тульский оружейный завод председателем приёмной комиссии — структурным подразделением, учреждённым на заводе для проверки и приёма изготавливаемого оружия.  

В 1898 году он был назначен «исправляющим должность» начальника Ижевского оружейного и сталелитейного завода. На этой должности он пробыл четыре года. Проявлял большую заботу о рабочих. Оставил о себе хорошие воспоминания в Ижевске и считался одним из лучших руководителей Ижевского оружейного завода. 
 В 1902 году скоропостижно скончался выдающийся русский оружейник, изобретатель знаменитой трёхлинейной винтовки образца 1891 года, начальник Сестрорецкого оружейного завода генерал-майор Сергей Иванович Мосин. Вряд ли в Военном ведомстве сомневались в том, чья кандидатура более всего подходит на пост начальника завода. Соратник и единомышленник легендарного изобретателя Н. Г. Дмитриев-Байцуров имел огромный опыт руководства не только структурными подразделениями военных заводов, но и самими заводами, в совершенстве знал изготавливаемое этими предприятиями оружие. В течение 10 лет он возглавлял Сестрорецкий оружейный завод, на котором также оставил о себе хорошую память. 

Высочайшим приказом от 6 июля 1912 года был уволен «от службы по домашним обстоятельствам с мундиром и пенсиею». Проживал в своём имении, находящимся в селе Прудное Басовской волости Тульского уезда. В «Памятной книжке Тульской губернии» за 1916 год отмечено, что он является членом Тульского общества сельского хозяйства. В июне 1918 года он подал прошение на имя начальника Тульского оружейного завода, в котором сообщал о своём тяжёлом материальном положении, а также больной нетрудоспособной дочери и просил «дать службу по вольному найму». В следующем месяце Военно-технический комитет МВО при Комиссариате по военным делам сообщил начальнику ТОЗ, что Дмитриев-Байцуров взят на учёт как инженер-технолог: 

«В настоящее время в распоряжении Комитета свободных мест не имеется, но при первой возможности упомянутому Дмитриеву-Байцурову, как имеющему большую практику, будет предоставлена служба».
— Государственный архив Тульской области. Фонд № Р-220 «Государственное предприятие „Тульский оружейный завод, г. Тула“», опись дел постоянного хранения № 1, том № 1, дело № 277 «Приказы ГАУ по личному составу, приказы по заводам за 1918 год».
О дальнейшей судьбе Николая Григорьевича Дмитрия-Байцурова ничего неизвестно.
Жена Софья Ивановна (Гринёва), уроженка Тульской губернии. Две дочери. Дата и место смерти Н. Г. Дмитриева-Байцурова неизвестны. Предположительно, умер в Туле.

## Награды
- Орден Святого Станислава 3-й ст., 1874 г.
- Орден Святой Анны 3-й ст., 1880 г.
- Орден Святого Станислава 2-й ст., 1898 г.
- Орден Святого Владимира 3-й ст., 1905 г.
- Орден Святого Станислава 1-й ст., 1908 г.
- Орден Святого Александра 4-й ст. (Болгария), 1883 г.
- Нагрудный знак «В память 50-летнего состояния великого князя Михаила Николаевича в должности генерал-фельдцейхмейстера», 1906 г.
- Нагрудный знак «В память 200-летнего юбилея основания Императорского Тульского оружейного завода императором Петром I Великим», 1912 г.

## Производство в чинах
- Подпоручик, 1868 г.
- Поручик, 1870 г.
- Штабс-капитан, 1872 г.
- Поручик гвардейский, 1874 г.
- Штабс-капитан гвардейской пешей артиллерии, 1875 г.
- Капитан гвардейской пешей артиллерии, 1878 г.
- Полковник, 1894 г.
- Генерал-майор, 1902 г.
- Генерал-лейтенант, 1910 г.